# Mariano Gallego
Mariano Gallego Barrero (Valdecaballeros, Badajoz, 4 de septiembre de 1944 - Don Benito, Badajoz, 10 de junio de 2015) fue un político español. Fue alcalde de Don Benito desde 1995 hasta unos días antes de su muerte, en 2015 por el Partido Popular (PP).

## Biografía
Licenciado en Derecho por la Universidad de Sevilla y maestro de Enseñanza Primaria por la Escuela de Magisterio de Badajoz. Fue diputado en la Asamblea de Extremadura varias legislaturas, siendo secretario segundo de la Mesa entre 1991 y 1995, hasta que fue elegido alcalde de Don Benito, cargo que desempeñó hasta dos semanas antes de su fallecimiento. El 9 de marzo de 2008 encabezó las listas del PP por Badajoz y fue elegido diputado en el Congreso de los Diputados, hasta su marcha de la Cámara Baja en 2011, al finalizar la legislatura. Renunció a presentarse a las elecciones municipales de 2015 ya que padecía un cáncer terminal.
Falleció en Don Benito el 10 de junio de 2015 de cáncer, a pocos días de elegir a su sucesor como alcalde.

## Cargos desempeñados
- Diputado por la provincia de Badajoz en la Asamblea de Extremadura (1991-2007).
- Secretario segundo de la Asamblea de Extremadura (1991-1995).
- Alcalde de Don Benito (1995-2015).
- Diputado por la provincia de Badajoz en el Congreso de los Diputados (2008-2011).